# Especial de televisión de Punisher sin título
El especial de televisión de Punisher sin título es un próximo especial de televisión estadounidense dirigido por Reinaldo Marcus Green y escrito por Green y Jon Bernthal para el servicio de streaming Disney+, basado en Marvel Comics con el personaje Punisher. Está destinado a ser la tercera Marvel Studios Special Presentations en el Universo cinematográfico de Marvel (UCM), compartiendo continuidad con las las películas y las series de televisión de la franquicia. El especial es producido por Marvel Studios y el segundo proyecto del UCM centrado en el personaje después de la serie de televisión The Punisher (2017-2019), que fue producida por Marvel Television y lanzada originalmente en Netflix.
Bernthal retoma su papel como Frank Castle / Punisher de la serie de televisión de Marvel para Netflix y la serie de Disney+ Daredevil: Born Again (2025-presente), protagonizada junto a Jason R. Moore y Roe Rancell. Tras la cancelación de The Punisher en 2019, Bernthal fue elegido para Born Again en marzo de 2023. Se concibió un especial con su personaje durante el rodaje de la primera temporada de la serie, y se reveló que Bernthal y Green trabajarían en el proyecto con Marvel Studios en febrero de 2025. El rodaje comenzó a mediados de julio en Nueva York.
El especial se estrenará en 2026, como parte de la Fase Seis del UCM.

## Reparto
- Jon Bernthal como Frank Castle / Punisher: Un justiciero que busca combatir el submundo criminal por cualquier medio necesario, sin importar cuán letales sean los resultados[1]
- Jason R. Moore como Curtis Hoyle: Un amigo cercano de Castle, una de las pocas personas que sabe que está vivo y ex SARC de la Marina de los EE. UU., que se convirtió en el líder de un grupo de terapia después de perder la parte inferior de su pierna izquierda en combate.[2]

Además, Roe Rancell ha sido elegido para un papel no revelado. Se espera que el personaje Ma Gnucci aparezca en el especial.

## Producción

### Antecedentes
En junio de 2015, Jon Bernthal fue elegido para interpretar al personaje de Marvel Comics Punisher en la segunda temporada de la serie de Netflix Daredevil (2015–2018), producida por Marvel Television. En abril de 2016, Netflix encargó la serie derivada The Punisher (2017–2019), con Bernthal retomando su papel de Frank Castle / Punisher. Ambas series fueron canceladas a finales de febrero de 2019, no mucho antes de que Marvel Television se fusionara con Marvel Studios, la productora detrás de las películas del Universo cinematográfico de Marvel (UCM). Marvel Studios anunció en julio de 2022 una serie de resurgimiento de Disney+ titulada Daredevil: Born Again (2025-presente). Bernthal iba a repetir su papel en marzo de 2023, pero pronto abandonó la serie porque no estaba de acuerdo con la dirección que estaba tomando Castle. Tras una renovación creativa de Born Again y la contratación del exguionista de The Punisher, Dario Scardapane, como showrunner, Bernthal regresó y contribuyó a la interpretación del personaje. Sintió que la primera temporada de Born Again "me abrió las puertas para acercarme al Frank Castle que realmente quiero representar".

### Desarrollo
Durante el rodaje de la primera temporada de Born Again, Bernthal concibió una historia para un especial de televisión centrado en Punisher. Marvel Studios revisó algunos de los escritos anteriores de Bernthal y luego le pidió que les les presentara el especial antes de seguir adelante. Dijo que no quería que "simplemente me lo entregaran... me han hecho responsable de cada paso del camino. Realmente quiero ganarme esto y realmente quiero que sea bueno". Brad Winderbaum, el jefe de streaming, televisión y animación en Marvel Studios, reveló que el especial estaba en desarrollo bajo el lema "Marvel Studios Special Presentations" en febrero de 2025. Reinaldo Marcus Green iba a dirigir el especial y estaba escribiendo el guion con Bernthal, después de que trabajaran juntos en la película King Richard (2021) y la miniserie La ciudad es nuestra (2022). Winderbaum dijo que el personaje era muy importante. A Bernthal, quien, según él, había convertido a Punisher en un "icono". El especial será la primera obra producida a partir de los escritos de Bernthal. Está previsto que reciba una clasificación TV-MA.

### Guion
Winderbaum dijo que Punisher estaba impulsado por el dolor, la venganza y la justicia, y sentía que el personaje era más interesante en historias que exploraban cómo su filosofía conduce a formas específicas de buscar la justicia. Describió el especial como "una historia trepidante, pero que también tiene todo el patetismo y la emoción que uno espera de una historia de Frank Castle". Bernthal dijo que el especial sería "una versión que este personaje merece" y no "Punisher light". Añadió que el especial tendría "la versión visceral, psicológicamente compleja, implacable y sin restricciones de Frank, donde le dará la espalda al público. Y nada es fácil y toda violencia tiene un costo, y vamos a ver ese costo. Estoy agradecido de que me permitan ir a los lugares a los que realmente quiero ir". Bernthal trajo al ex Marine Raider Nick Koumalatsos, quien lo ayudó a entrenar para Born Again, como consultor para el especial.

### Casting
Bernthal iba a repetir su papel de Frank Castle / Punisher en el especial cuando se anunció. En julio de 2025, las fotos del set revelaron a Roe Rancell como parte del reparto, así como a Jason R. Moore repitiendo su papel de Curtis Hoyle de The Punisher.

### Rodaje
La fotografía principal comenzó el 17 de julio de 2025 en la ciudad de Nueva York, bajo el título provisional Jolly Roger. El rodaje se llevó a cabo en Jamaica Avenue de Queens, así como cerca del cementerio Green-Wood en Brooklyn. El exterior del edificio mostraba letreros del restaurante familiar Gnucci, que se cree que hacen referencia a Ma Gnucci y a la familia criminal Gnucci.

## Estreno
El especial se estrenará en Disney+ en 2026 junto con la segunda temporada de Born Again, como parte de la Fase Seis del UCM.